# Рајнбек
Рајнбек (њем. Reinbek) град је у њемачкој савезној држави Шлезвиг-Холштајн. Једно је од 55 општинских средишта округа Штормарн. Према процјени из 2010. у граду је живјело 25.671 становника. Посједује регионалну шифру (AGS) 1062060, NUTS (DEF0F) и LOCODE (DE REI) код.

## Географски и демографски подаци
Рајнбек се налази у савезној држави Шлезвиг-Холштајн у округу Штормарн. Град се налази на надморској висини од 27 метара. Површина општине износи 31,2 km². У самом граду је, према процјени из 2010. године, живјело 25.671 становника. Просјечна густина становништва износи 822 становника/km².

## Међународна сарадња
| Мјесто | Држава  | Врста сарадње | Од    |
| ------ | ------- | ------------- | ----- |
|        | Пољска  | партнерство   | 1998. |
| Теби   | Шведска | пријатељство  | 1956. |
|        | Финска  | контакт       | 2000. |
| Извор  |         |               |       |